# Wolodymyr Muntjan
Wolodymyr Fedorowytsch Muntjan (ukrainisch Володимир Федорович Мунтян, russisch Владимир Фёдорович Мунтян ‚Wladimir Fjodorowitsch Muntjan‘, rumänisch Vladimir Muntean; * 14. September 1946 in Kotowsk, Ukrainische SSR, Sowjetunion; heute Podilsk, Ukraine) ist ein ehemaliger sowjetischer Fußballspieler und ukrainischer Fußballtrainer.

## Karriere
Muntjans Vater war moldawischer Herkunft, ein Jahr nach seiner Geburt verzogen seine Eltern nach Kiew und mit 15 Jahren spielte er bereits in der Junioren-Mannschaft von Dynamo Kiew. Seit 1966 spielte er in der ersten Mannschaft des Teams und gewann mit Dynamo zwischen 1966 und 1977 siebenmal die sowjetische Meisterschaft sowie zweimal den sowjetischen Pokal. 1969 wurde er zum sowjetischen Fußballer des Jahres gewählt. 1975 gewann sein Team sowohl den Europapokal der Pokalsieger wie auch den UEFA Super Cup. Muntjan galt zeitweise als einer der besten Mittelfeldspieler in Europa.
Für die sowjetische Nationalmannschaft kam er von 1968 bis 1976 zu insgesamt 49 Einsätzen und erzielte dabei sieben Tore, er nahm 1970 an der Weltmeisterschaft in Mexiko teil.
Nach einem schweren Unfall 1978 war die Karriere Muntjans als aktiver Spieler beendet. Er trainierte danach unter anderem die Nationalmannschaften Madagaskars und Guineas sowie die ukrainische U-21 Nationalmannschaft und das Junioren-Team von Dynamo Kiew.